# Francisco das Chagas Marinho
Francisco das Chagas Marinho, més conegut com a Marinho Chagas o Francisco Marinho (Natal, 8 de febrer de 1952 - João Pessoa, 31 de maig de 2014) va ser un futbolista brasiler de la dècada de 1970.
El seu principal club fou el Botafogo de Futebol e Regatas. També jugà al Brasil a clubs com Clube Náutico Capibaribe, Fluminense Football Club, São Paulo Futebol Clube (on guanyà el campionat paulista el 1981) o Fortaleza Esporte Clube. També jugà a diversos clubs dels Estats Units com New York Cosmos, Fort Lauderdale Strikers o Los Angeles Heat. També fou internacional amb la selecció del Brasil, amb la qual disputà el Mundial de 1974. Jugà 36 partits (8 no oficials) i marcà 4 gols.

## Palmarès
ABCCampionat potiguar:(1971)
São PauloCampionat paulista (1981)
BotafogoCopa Rio Branco(1976) i Copa Roca (1976)